# Tussa
Tussa (Transportes Urbanos de Santiago SA) es la empresa municipal de Santiago de Compostela encargada del transporte urbano, así como de gestionar varios aparcamientos públicos de la ciudad y la estación de autobuses. La empresa tiene en régimen de concesión un total de 24 líneas, que prestan servicio a la ciudad y áreas limítrofes, alguna de las cuales presta servicios en otros municipios del Área metropolitana de Santiago de Compostela. Las operadoras de las diferentes líneas estan repartidas entre varias empresas:
- Tralusa-Monbus: L1, L4, L5, L6, L6A, L8, L9, L12, L13, L15, LC2, LC4, LC5, LC6, LC11, LP1, LP2, LP3 y LP4
- Autocares Rias Baixas: L7
- Autos Grabanxa: LP6
- Arriva Galicia: LP7
- Autos Ferrin: LP8

## Consejo de administración
Presidente:
Vicepresidente:
Director-Gerente: José Ramón Mosquera Ferreiro

## Líneas
Las líneas de autobús urbano de Santigo de Compostela varian dependiendo de la época del año. El total de líneas se puede distribuir en diferentes tipos:

### Líneas Urbanas
| LINEA               | TRAYECTO                                        | FRECUENCIA (Laborables) | FRECUENCIA (Sábados) | FRECUENCIA (Domingos) | PROLONGACIONES                                 |
| ------------------- | ----------------------------------------------- | ----------------------- | -------------------- | --------------------- | ---------------------------------------------- |
| L1                  | Cementerio de Boisaca - Hospital Clínico        | Cada 16'                | Cada 20'-30'         | Cada 30'              | Son, Rúa Manuel María y Santa Marta            |
| L4                  | As Cancelas - O Romaño                          | Cada 30'                | Cada 30'             | Cada 60'              | Mallou y Casas Novas                           |
| L5                  | Vite - A Rocha                                  | Cada 20'                | Cada 20'-30'-40'     | Cada 30'-40'          | A Rocha Vella, Vite de Arriba y Hosp. de Conxo |
| L6                  | San Marcos - Os Tilos                           | Cada 20'                | Cada 20'-30'         | Cada 30'              | Vilamaior, Bando y Amio                        |
| L6A (Por Lavacolla) | Aeropuerto - Estación Intermodal                | Cada 30'                | Cada 30'             | Cada 30'              | -                                              |
| L6A (Por autopista) | Aeropuerto - Estación Intermodal                | Cada 55'                | Cada 55'             | Cada 55'              | -                                              |
| L7                  | Valle-Inclán - Aríns                            | Cada 60'                | Cada 60'             | Cada 60'              | Fornás                                         |
| L8                  | Tanatorio de Boisaca/Camiño dos Vilares - Vidán | Cada 30'-40'            | Cada 30'-60'         | Cada 60'              | Os Vilares                                     |
| L9                  | Casas Novas - Cidade da Cultura                 | Cada 70'                | Cada 60' *           | Sin servicio          | -                                              |
| L12                 | Os Tilos - Hospitais                            | Cada 90'                | Cada 90' *           | Sin servicio          | -                                              |
| L13                 | Belvís - Xeneral Pardiñas                       | Cada 45'                | Cada 40' *           | Sin servicio          | -                                              |
| L15                 | Campus Norte - Campus Sur                       | Cada 22'                | Cada 60' *           | Sin servicio          | Vite de Arriba                                 |

| LINEA               | TRAYECTO                                        | FRECUENCIA (Laborables) | FRECUENCIA (Sábados) | FRECUENCIA (Domingos) | PROLONGACIONES                      |
| ------------------- | ----------------------------------------------- | ----------------------- | -------------------- | --------------------- | ----------------------------------- |
| L1                  | Cementerio de Boisaca - Hospital Clínico        | Cada 20'                | Cada 20'-30'         | Cada 30'              | Son, Rúa Manuel María y Santa Marta |
| L4                  | As Cancelas - O Romaño                          | Cada 30'                | Cada 30-60'          | Cada 60'              | Mallou y Casas Novas                |
| L5                  | Vite - A Rocha                                  | Cada 20'                | Cada 20'-30'-40'     | Cada 30'-40'          | A Rocha Vella y Hosp. de Conxo      |
| L6                  | San Marcos - Os Tilos                           | Cada 20'                | Cada 20'-30'         | Cada 30'              | Vilamaior, Bando y Amio             |
| L6A (Por Lavacolla) | Aeropuerto - Estación Intermodal                | Cada 30'                | Cada 30'             | Cada 30'              | -                                   |
| L6A (Por autopista) | Aeropuerto - Estación Intermodal                | Cada 55'                | Cada 55'             | Cada 55'              | -                                   |
| L7                  | Valle-Inclán - Aríns                            | Cada 60'                | Cada 60'             | Cada 60'              | Fornás                              |
| L8                  | Tanatorio de Boisaca/Camiño dos Vilares - Vidán | Cada 30'-60'            | Cada 60'             | Cada 60'              | Os Vilares                          |
| L9                  | Casas Novas - Cidade da Cultura                 | Cada 70'                | Cada 60' *           | Sin servicio          | -                                   |
| L12                 | Os Tilos - Hospitais                            | Cada 90'                | Cada 90' *           | Sin servicio          | -                                   |
| L13                 | Belvís - Xeneral Pardiñas                       | Cada 45'                | Cada 40' *           | Sin servicio          | -                                   |
| L15                 | Campus Norte - Campus Sur                       | Cada 60'                | Cada 60' *           | Sin servicio          | Vite de Arriba                      |

Los horarios con un * indican que dicha línea solo está activa de mañana, realizando el último viaje del día sobre las 14:00-15:00

### Líneas Circulares
| LINEA | TRAYECTO                                                                                 | FRECUENCIA (Laborables) | FRECUENCIA (Sábados) | FRECUENCIA (Domingos) | PROLONGACIONES                                |
| ----- | ---------------------------------------------------------------------------------------- | ----------------------- | -------------------- | --------------------- | --------------------------------------------- |
| LC2   | San Caetano → Fontiñas → Hospital Provincial → Hospital Clínico → Vite → San Caetano     | Cada 40'                | Cada 60'             | Cada 60'              | -                                             |
| LC4   | San Caetano - Vite → Hospital Clínico → Hospital Provincial → Fontiñas → San Caetano     | Cada 40'                | Cada 60' *           | Sin servicio          | Rotonda de Cantaleta                          |
| LC5   | Polígono Costa Vella → Amio → Praza de Galicia → Restollal → Amio → Polígono Costa Vella | Cada 70'                | Cada 60'-70'         | Sin servicio          | -                                             |
| LC6   | Polígono Costa Vella → Amio → Restollal → Hórreo → Amio → Polígono Costa Vella           | Cada 70'                | Cada 60' *           | Sin servicio          | -                                             |
| LC11  | Camiño Francés → Fontiñas → Xeneral Pardiñas → San Pedro → Fontiñas → Camiño Francés     | Cada 12'                | Cada 15'             | Cada 20'-40'          | Piscinas/Multiusos de Sar y Cidade da Cultura |

| LINEA | TRAYECTO                                                                                 | FRECUENCIA (Laborables) | FRECUENCIA (Sábados) | FRECUENCIA (Domingos) | PROLONGACIONES                                |
| ----- | ---------------------------------------------------------------------------------------- | ----------------------- | -------------------- | --------------------- | --------------------------------------------- |
| LC2   | San Caetano → Fontiñas → Hospital Provincial → Hospital Clínico → Vite → San Caetano     | Cada 70'                | Cada 60'             | Cada 60'              | -                                             |
| LC4   | San Caetano - Vite → Hospital Clínico → Hospital Provincial → Fontiñas → San Caetano     | Cada 70'                | Cada 60' *           | Sin servicio          | -                                             |
| LC5   | Polígono Costa Vella → Amio → Praza de Galicia → Restollal → Amio → Polígono Costa Vella | Cada 70'                | Cada 60'-70'         | Sin servicio          | -                                             |
| LC6   | Polígono Costa Vella → Amio → Restollal → Hórreo → Amio → Polígono Costa Vella           | Cada 70'                | Cada 60' *           | Sin servicio          | -                                             |
| LC11  | Camiño Francés → Fontiñas → Xeneral Pardiñas → San Pedro → Fontiñas → Camiño Francés     | Cada 12'                | Cada 15'             | Cada 45'              | Piscinas/Multiusos de Sar y Cidade da Cultura |

Los horarios con un * indican que dicha línea solo está activa de mañana, realizando el último viaje del día sobre las 14:00-15:00

### Líneas Urbano - Periféricas
| LINEA | TRAYECTO                                                             | FRECUENCIA (Laborables)                                                                                                   | FRECUENCIA (Sábados)                                                             | FRECUENCIA (Domingos)                           | PROLONGACIONES     |
| ----- | -------------------------------------------------------------------- | --- | -------------------------------------------------------------------------------- | ----------------------------------------------- | ------------------ |
| LP1   | San Caetano - Folgoso                                                | 6:45, 7:15, 8:00, 9:05, 10:00, 11:00, 12:00, 13:05, 14:00, 14:40, 15:35, 16:30, 17:30, 18:30, 19:30, 20:30, 21:30 y 22:30 | 7:20, 8:00, 9:00, 10:00, 11:00, 12:00, 13:10, 14:30, 17:30, 18:30, 19:30 y 22:00 | 8:30, 10:30, 12:30, 16:30, 18:30, 20:30 y 22:30 | -                  |
| LP2   | San Caetano - Laraño                                                 | 7:35, 9:15, 11:15, 13:15, 14:45, 16:10, 17:40, 19:10, 20:30 y 22:15                                                       | 7:35, 9:15, 11:15, 13:15, 18:15, 20:15 y 22:15                                   | 7:30, 9:30, 11:30, 13:30,17:30, 19:30 y 21:30   | Son                |
| LP3   | Valle-Inlcán/Plaza de Galicia - A Pajuela                            | 7:40, 8:20, 8:45, 10:00, 11:15, 12:15, 13:10, 13:30, 14:20, 15:00, 16:00, 17:00, 18:00, 19:00, 20:00, 21:00 y 22:00       | 7:35, 8:45, 10:00, 11:15, 12:15, 13:15, 14:15, 15:05, 16:30, 20:30 y 22:45       | Cada 60'                                        | IES Lamas de Abade |
| LP4   | Praza de Galicia - A Sionlla                                         | 7:20 (Desde A Sionlla), 14:10 y 19:00                                                                                     | Sin servicio                                                                     | Sin servicio                                    | -                  |
| LP6   | A Rosa - Polígono do Tambre                                          | 6:40, 7:25, 8:25, 9:25, 13:25, 14:25, 18:00, 19:25, 20:25 y 21:25                                                         | 6:40, 7:25, 12:25 y 13:25                                                        | Sin servicio                                    | -                  |
| LP7   | San Caetano/Porta do Camiño - A Peregrina/Pardaces/Miramontes/Grixoa | Frecuencia diferente por cada destino                                                                                     | 8:00, 12:30 y 21:30 (Servicio circular por todos los destinos)                   | Sin servicio                                    | -                  |
| LP8   | Valle-Inclán - Villestro                                             | 6:45, 7:40, 9:00, 11:00, 13:10, 14:40, 17:00, 18:30 y 20:30                                                               | 8:30, 11:30 y 13:00                                                              | Sin servicio                                    | -                  |

| LINEA | TRAYECTO                                                             | FRECUENCIA (Laborables)                                                                                                   | FRECUENCIA (Sábados)                                                       | FRECUENCIA (Domingos)                           | PROLONGACIONES |
| ----- | -------------------------------------------------------------------- | --- | -------------------------------------------------------------------------- | ----------------------------------------------- | -------------- |
| LP1   | San Caetano - Folgoso                                                | 6:45, 7:15, 8:00, 9:05, 10:00, 11:00, 12:00, 13:05, 14:00, 14:40, 15:35, 16:30, 17:30, 18:30, 19:30, 20:30, 21:30 y 22:30 | 7:20, 8:00, 9:00, 10:00, 11:00, 12:00, 13:10, 14:30, 17:30, 19:30 y 22:00  | 8:30, 10:30, 12:30, 16:30, 18:30, 20:30 y 22:30 | -              |
| LP2   | San Caetano - Laraño                                                 | 7:35, 9:15, 11:15, 13:15, 14:45, 16:10, 17:40, 19:10, 20:30 y 22:15                                                       | 7:35, 9:15, 11:15, 13:15, 18:15, 20:15 y 22:15                             | 7:30, 9:30, 11:30, 13:30, 17:30, 19:30 y 21:30  | Son            |
| LP3   | Valle-Inlcán/Plaza de Galicia - A Pajuela                            | 7:40, 8:20, 8:45, 10:00, 11:15, 12:15, 13:10, 13:30, 14:20, 15:00, 16:00, 17:00, 18:00, 19:00, 20:00, 21:00 y 22:00       | 7:35, 8:45, 10:00, 11:15, 12:15, 13:15, 14:15, 15:05, 16:30, 20:30 y 22:45 | Cada 60'                                        | -              |
| LP4   | Praza de Galicia - A Sionlla                                         | 7:20 (Desde A Sionlla) y 14:10                                                                                            | Sin servicio                                                               | Sin servicio                                    | -              |
| LP6   | A Rosa - Polígono do Tambre                                          | 6:40, 7:25, 8:25, 9:25, 13:25, 14:25, 18:00, 19:25, 20:25 y 21:25                                                         | 6:40, 7:25, 12:25 y 13:25                                                  | Sin servicio                                    | -              |
| LP7   | San Caetano/Porta do Camiño - A Peregrina/Pardaces/Miramontes/Grixoa | Frecuencia diferente por cada destino                                                                                     | 8:00, 12:30 y 21:30 (Servicio circular por todos los destinos)             | Sin servicio                                    | -              |
| LP8   | Valle-Inclán - Villestro                                             | 6:45, 7:40, 9:00, 11:00, 13:10, 14:40, 18:30 y 20:30                                                                      | 9:00 y 12:00                                                               | Sin servicio                                    | -              |

### Castrosua Cs40 Scania (10m - 2P) (Autobús ya retirado) Castrosua Cs40 Scania (12m - 3P) (Autobús ya retirado) MAN NM 244 F (10m - 2P) (Autobús ya retirado) Scania N 270 UB (12m - 3P)Castrosua Versus Man (10m - 2P)Mercedes-Benz Citaro 1 (12m - 2P)

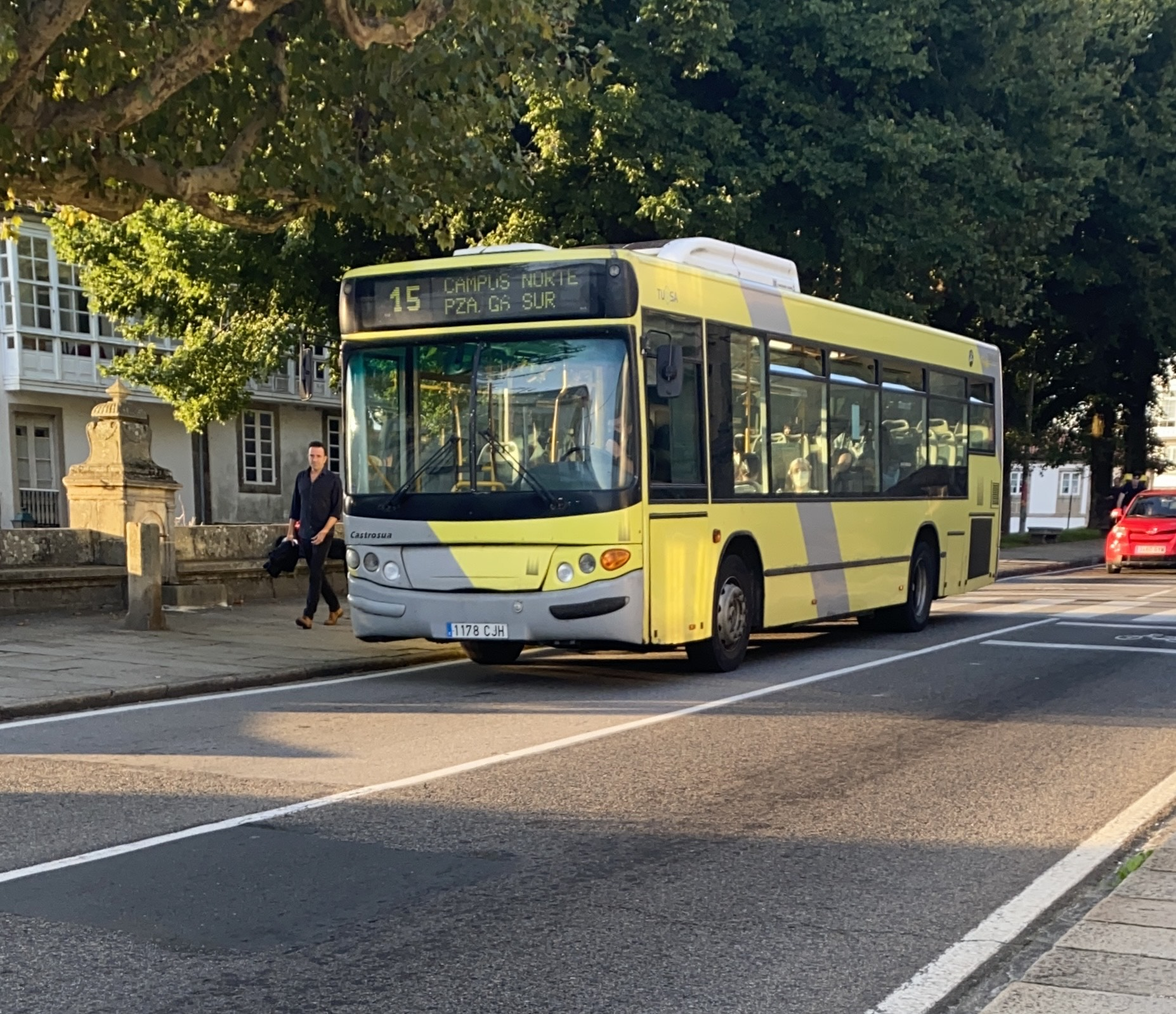
Autobús Castrosua Cs40 Scania perteneciente a Tralusa-Monbus en Rúa de San Roque

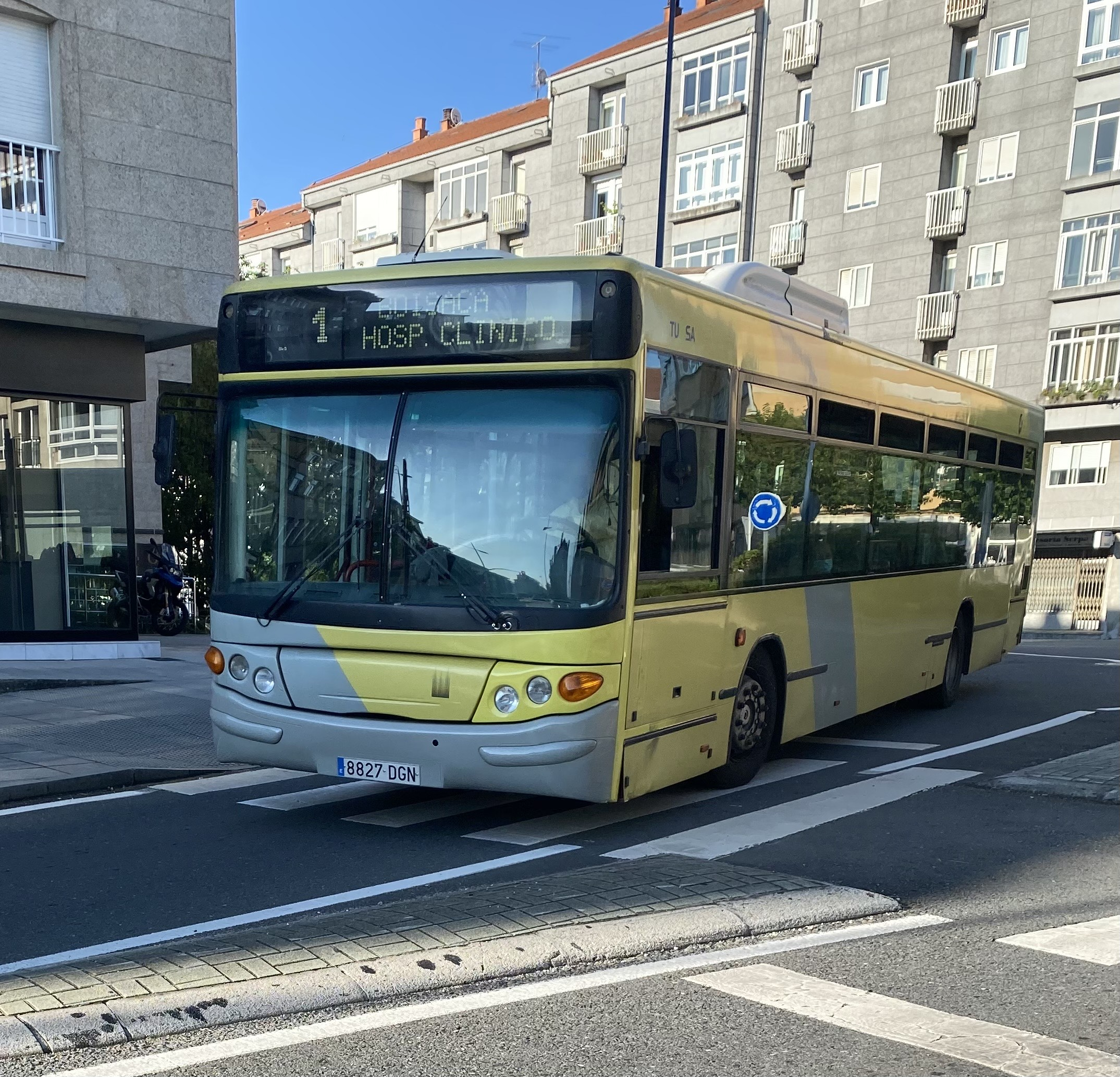
Autobus Castrosua Cs40 Scania perteneciente a Tralusa-Monbus en Rúa de Santa Marta de Arriba

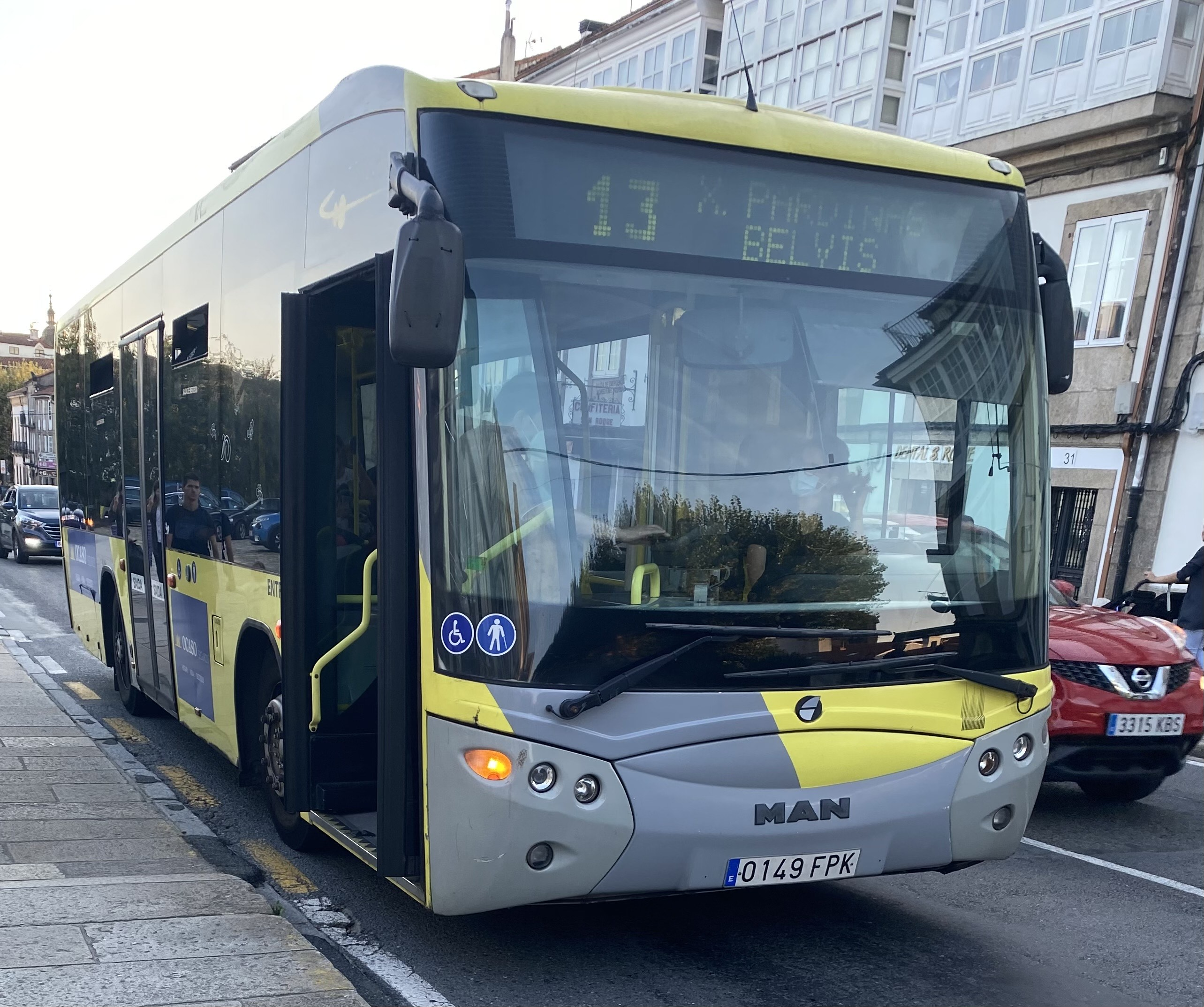
Autobús MAN NM 244 F perteneciente a Tralusa-Monbus en Rúa de San Roque

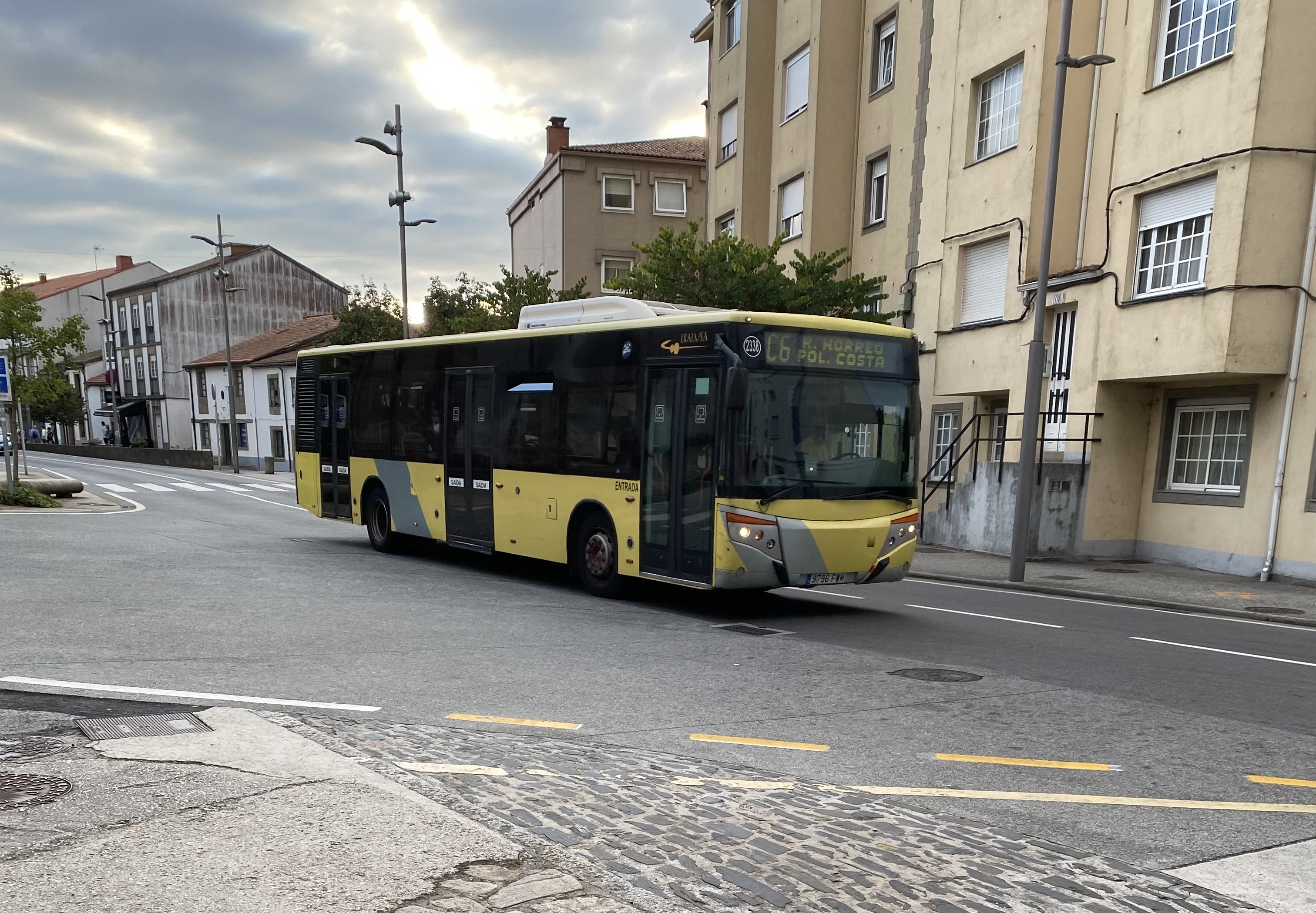
Autobús Scania N 270 UB perteneciente a Tralusa-Monbus en Rúa da Pastoriza

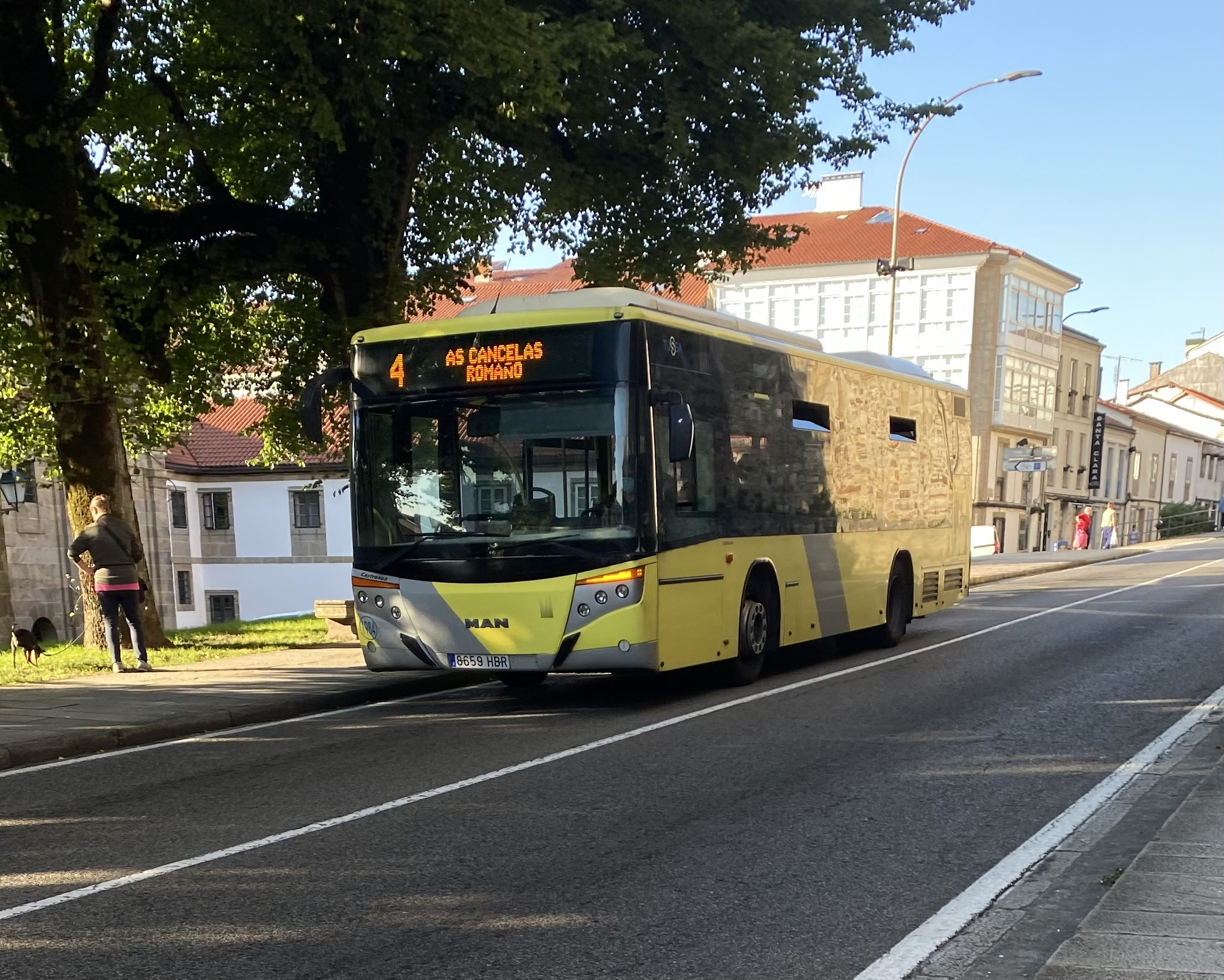
Autobús Castrosua Versus Man perteneciente a Tralusa-Monbus en Rúa de San Roque

### Mercedes-Benz Citaro Facelit (12m - 2P)

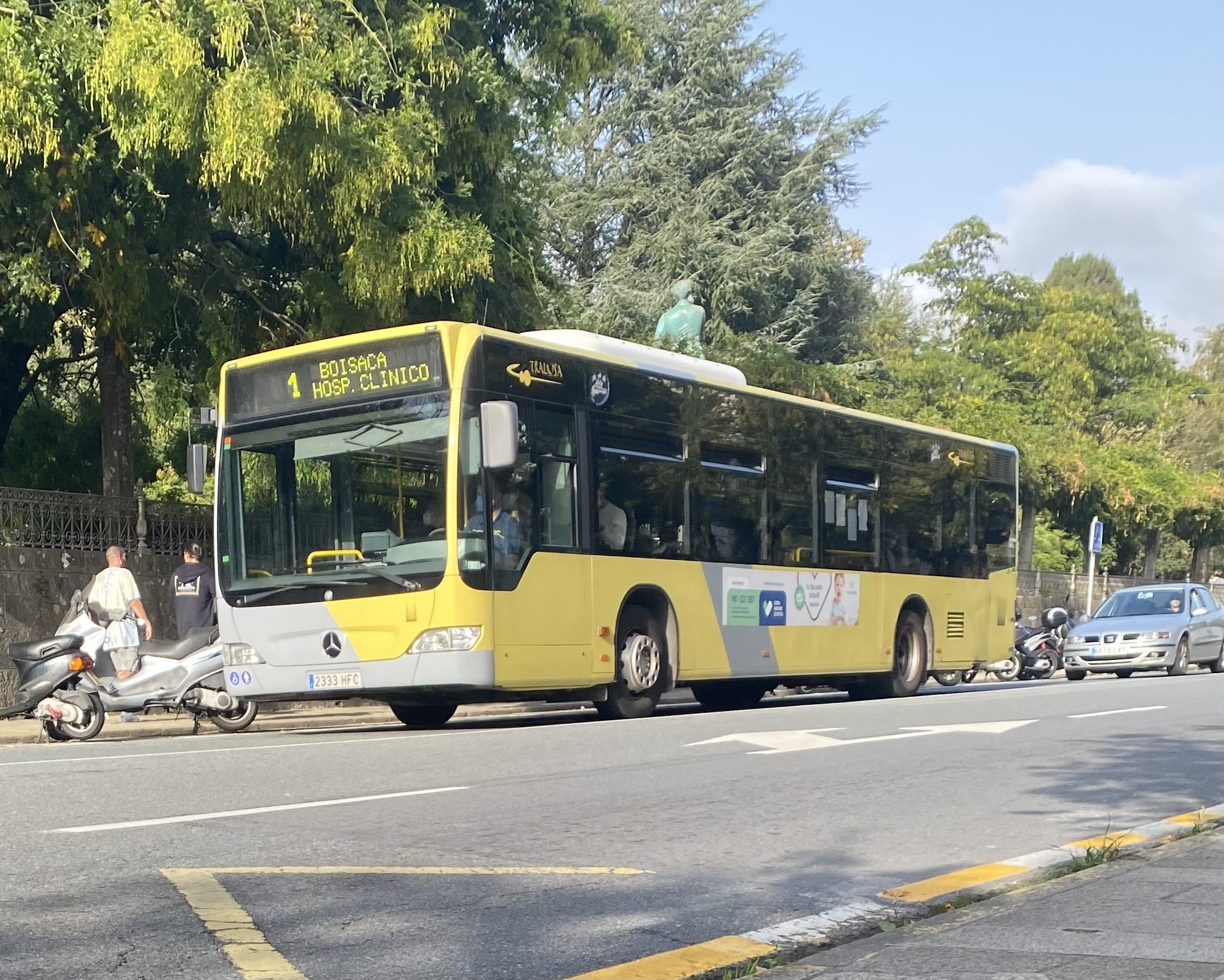
Autobús Mercedes-Benz Citaro Facelit perteneciente a Tralusa-Monbus en Avenida Xoán Carlos I

### Mercedes-Benz Citaro Facelit (12m - 3P)

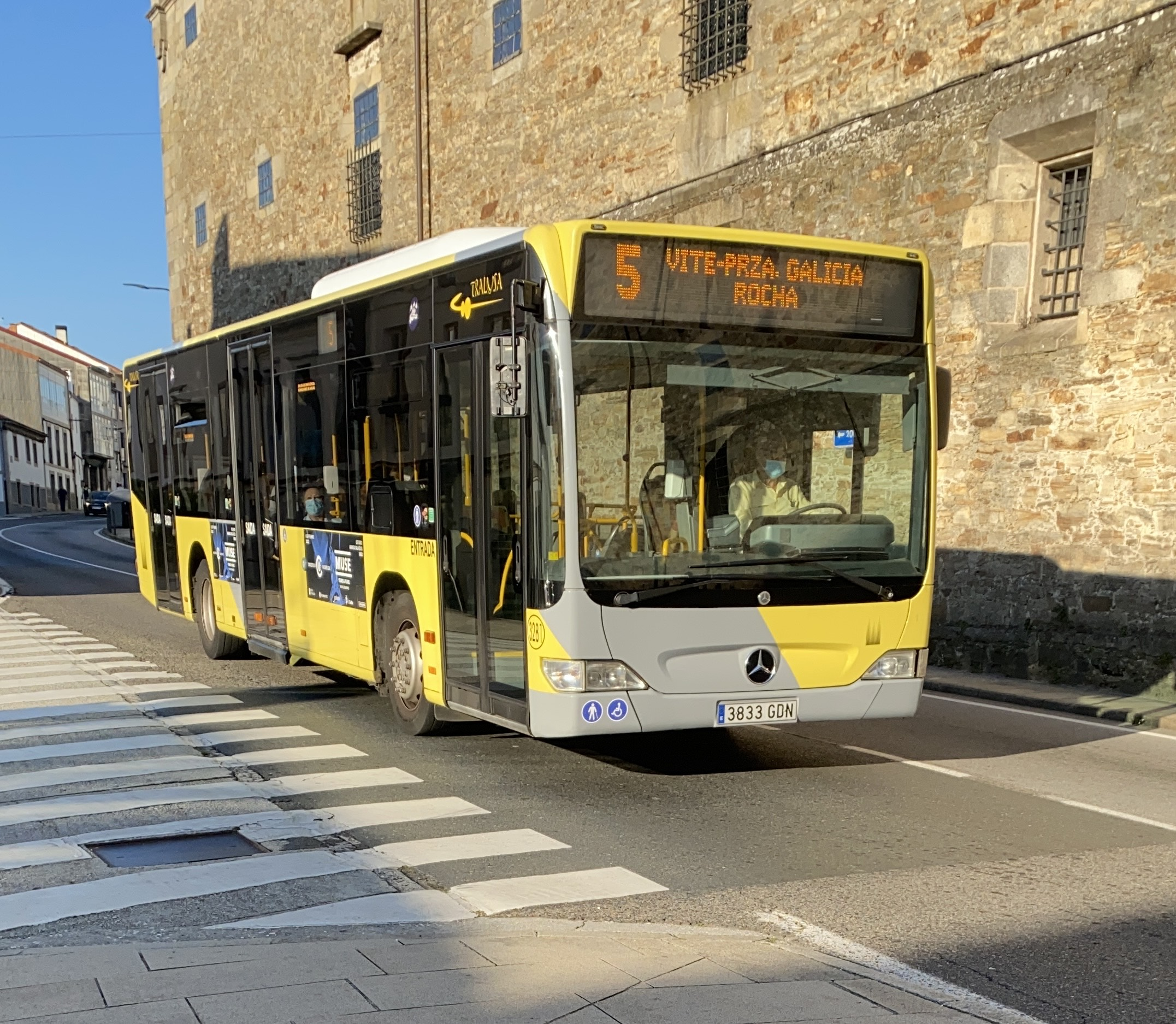
Autobús Mercedes-Benz Citaro Facelit perteneciente a Tralusa-Monbus en Rúa de San Roque

### Mercedes-Benz Citaro 2 (12m - 3P)

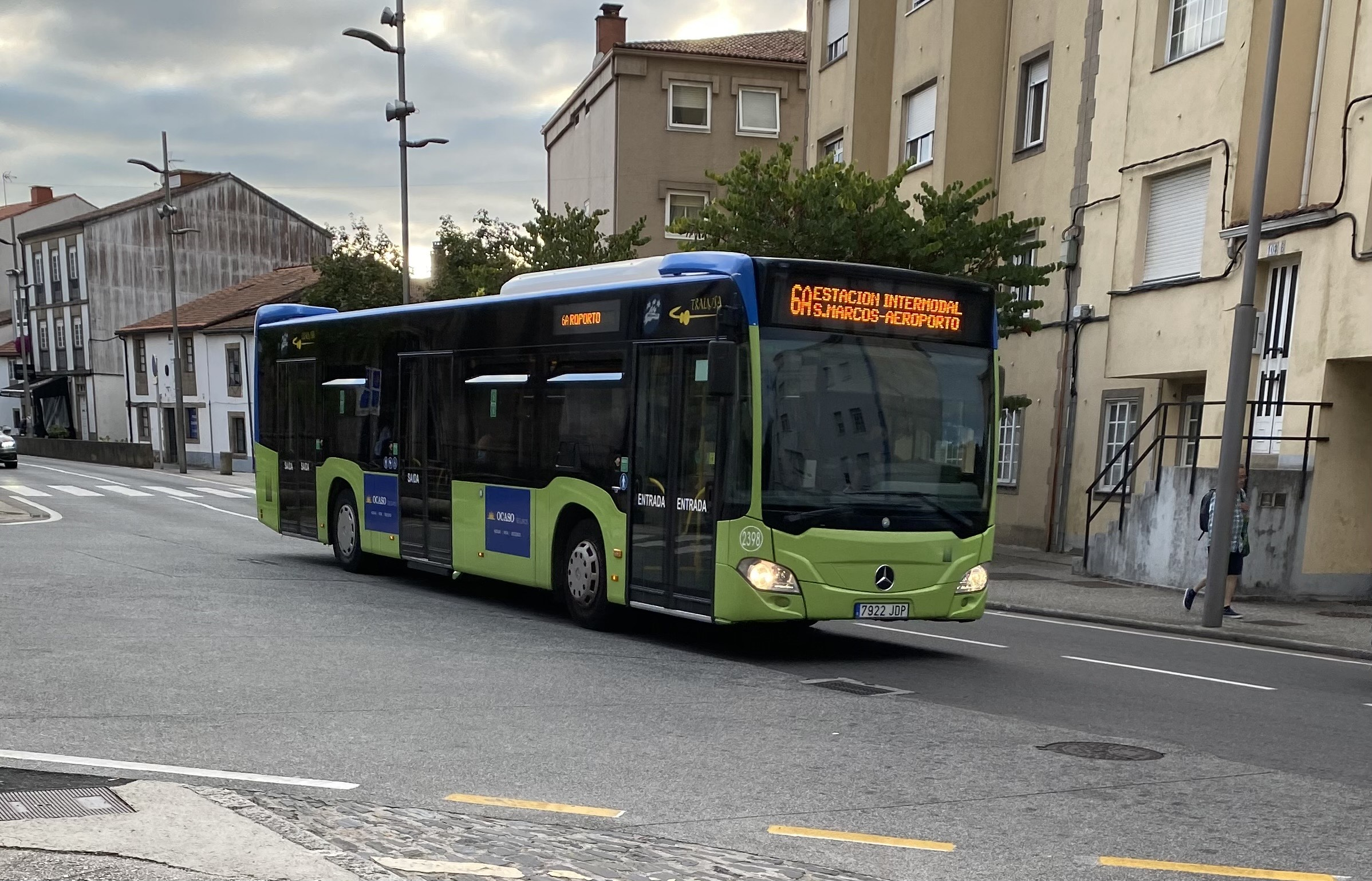
Autobús Mercedes-Benz Citaro 2 perteneciente a Tralusa-Monbus en Rúa da Pastoriza. Este autobús lleva los colores de intercambiadores de Aena ya que antes servían estos servicios en Madrid-Barajas y Barcelona-El Prat.

### Mercedes-Benz Citaro 2 Hybrid (12m - 3P)

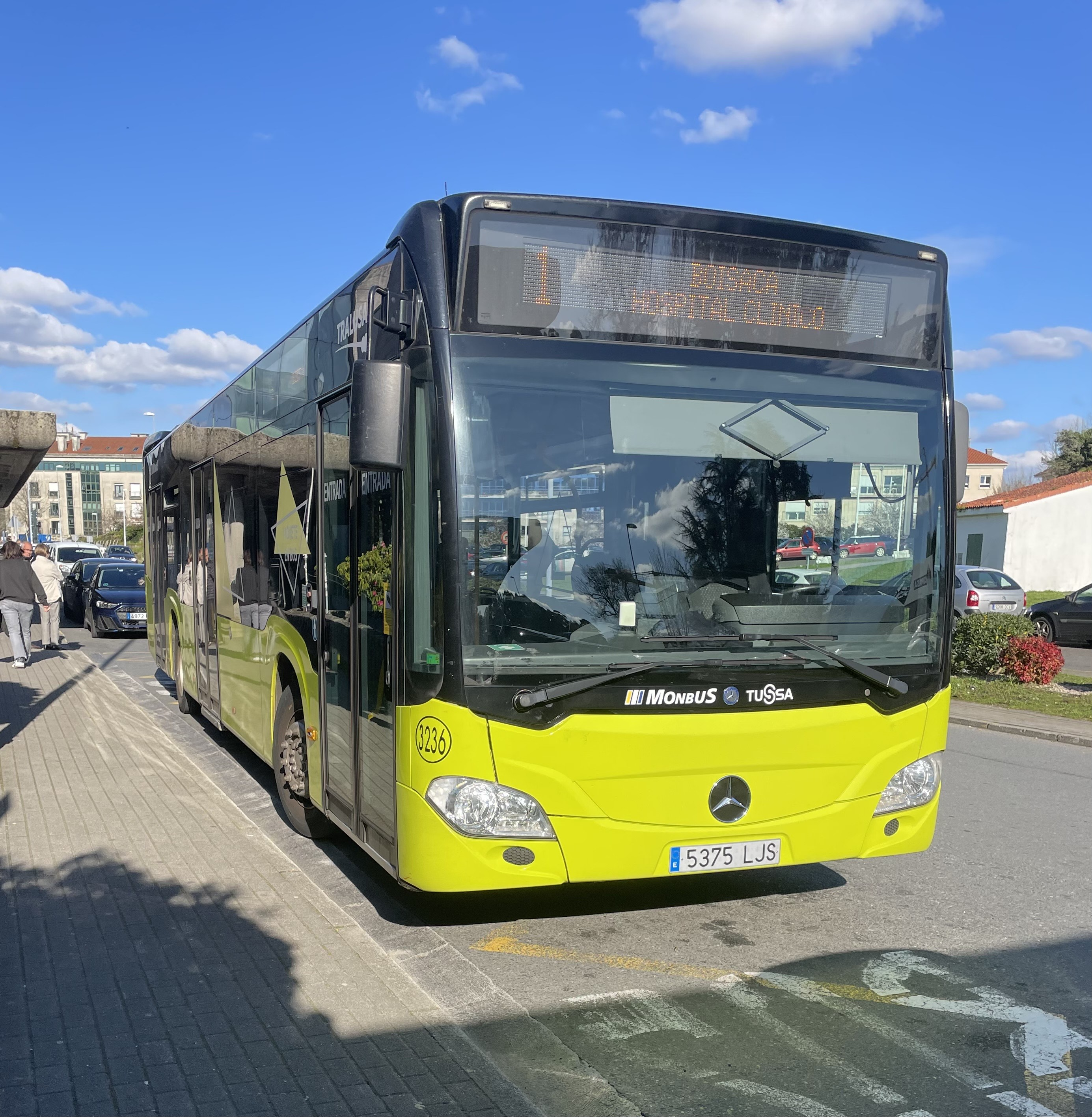
Autobús Mercedes-Benz Citaro 2 Hybrid perteneciente a Tralusa-Monbus en el Hospital Clínico. Este autobús lleva los nuevos colores de la flota.

### Líneas desaparecidas
| LINEA      | TRAYECTO                                                                          | FRECUENCIA (Laborables) | FRECUENCIA (Sábados)            | FRECUENCIA (Domingos) | PROLONGACIONES   | RAZÓN DE DESAPARCIÓN |
| ---------- | --------------------------------------------------------------------------------- | ----------------------- | ------------------------------- | --------------------- | ---------------- | --- |
| L2         | Estación de autobuses - A Rocha Vella                                             | Cada 60'                | Cada 60' *                      | Sin servicio          | -                | La L5 absorbió está linea, convirtiéndose A Rocha Vella como una prolongación de dicha línea                              |
| L8         | Belvís - Vidán                                                                    | Cada 30'                | Cada 30'-60'                    | Cada 60'              | -                | La reordenación de las L8 y L13 hicieron que el recorrido de está linea se dividiera en las 2 líneas                      |
| L13        | Tanatorio de Boisaca - Cadas Novas                                                | Cada 60'                | Cada 60' *                      | Sin servicio          | -                | La reordenación de las L8, L9 y L13 hicieron que el recorrido de está línea se dividiera en las 3 líneas                  |
| LC9        | Multiusos de Sar (O Viso) → Praza de Galicia → A Rosa → Multiusos de Sar (O Viso) | Cada 30'-40'            | Sin servicio                    | Sin servicio          | -                | La creación de la nueva L9 absorbió el recorrido de está línea                                                            |
| LP5 (2010) | A Senra - Son                                                                     | 7:25, 14:25 y 21:00     | 7:20, 9:30, 14:25 y 21:00       | Sin servicio          | -                | La L1 y LP2 empezarón a operar a Son como prolongación                                                                    |
| LP5 (2020) | Vilamaior/Bando - Praza de Galicia                                                | Sin servicio            | 7:20, 8:30, 9:30, 10:30 y 12:50 | Sin servicio          | Pousada de Bando | La reordenación de la L6 y L6A hicieron que la L6 asumiera los servicios a Bando y Vilamaior                              |
| LP6        | Vilamaior/Bando - Praza de Galicia                                                | 10:30, 12:30 y 20:45    | 10:15 y 12:30                   | Sin servicio          | -                | La L6 asumiría los servicios de dicha línea, que después serian cedidos a la LP5 para después volver a ser parte de la L6 |

## Bonos y tarifas
Las tarifas vigentes durante el año 2025 son las siguientes:
Billete ordinario: 1,00€
Billete escolar: 0,55€
Hay diferentes tarjetas que se pueden recargar con importes de 10,20 o 30 viajes. El precio de la tarjeta magnética es de 3€ (fianza que se devuelve cuando se entrega la tarjeta), dicha tarjeta se obtiene en los propios autobuses urbanos o en las oficinas de TUSSA.  
Bono ordinario: 0,36€/viaje
Bono escolar (De 15 a 17 anos): 0,20€/viaje
Bono infantil (De 4 a 14 anos): Gratuito
Bono mensual (Viajes ilimitados durante 30 días desde el día de activación): 15,6€/mes
Bono pensionista: Gratuito

Todos los bonos permiten el trasbordo gratuito entre las líneas a excepción de la misma línea en 1 hora.

## Pasajeros
Las diferentes acciones llevadas a cabo para integrar las líneas con la red de transporte metropolitano, la mejora de recorridos y frecuencias, está conllevado un aumento de usuarios en la red. En 2007 se han superado los 7,7 millones de usuarios. Se está acometiendo un estudio integral, con intención de aplicarlo en 2011, en el que se están planteado nuevas rutas a los barrios de nueva creación, uso de carriles bus, complementariedad con las líneas metropolitanas e integración tarifaria de todo el sistema. Estas mejoras, contribuirán a que el aumento de pasajeros sea mayor.
En 2023 se registraron un total de 7.554.326 de viajeros en todo el año.

## Aparcamientos
La empresa gestiona los siguientes aparcamientos en la ciudad:
- Aparcamiento y dársena de autobuses de Xoan XXIII

Situado a 100 m de la Praza do Obradoiro, la dársena presta servicio a los autobuses turísticos mayoritariamente, y el aparcamiento es pionero en la aplicación de tarifas por minutos entre los aparcamientos subterráneos de la ciudad.
- Aparcamiento de Belvís

Está en el parque de Belvís, es un aparcamiento descubierto y con vigilancia, al que se accede desde la Rúa das Trompas. Ante la cercanía al Mercado de Abastos y diferentes colegios en la zona, este aparcamiento tiene bonos especiales para estos colectivos, además de aplicar tarifas por minutos.

## Enlaces
http://www.tussa.org
- Datos: Q9090645